# Nectophrynoides viviparus
Espèce
Synonymes
- Pseudophryne vivipara Tornier, 1905
- Nectophryne werthi Nieden, 1911 "1910"

Statut de conservation UICN

 LC  : Préoccupation mineure
Statut CITES
Nectophrynoides viviparus est une espèce d'amphibiens de la famille des Bufonidae.

## Répartition
Cette espèce est endémique de Tanzanie. Elle se rencontre entre 1 350 et 2 800 m d'altitude dans les monts Uluguru, les monts Udzungwa et les Southern Highlands.

## Publication originale
- Tornier, 1905 : Pseudophryne vivipara n. sp., ein lebending gebärender Frosch. Sitzungsberichte der Königlich Preussischen Akademie der Wissenschaften zu Berlin, vol. 39, p. 855-857 (texte intégral).